# مانفريدو أليبالا
مانفريدو أليبالا (1938 – 8 أكتوبر 2006) هو ملاكم فلبيني راحل، مثّل بلاده في الألعاب الأولمبية الصيفية 1964.

## روابط خارجية
مانفريدو أليبالا على موقع بوكس ريك (الإنجليزية) (registration required)
- مانفريدو أليبالا على موقع أوليمبيديا (الإنجليزية)